# Albert Kusnets
Albert Kusnets (Tallin, Estonia, 12 de agosto de 1902-1942) fue un deportista estonio especialista en lucha grecorromana donde llegó a ser medallista de bronce olímpico en Ámsterdam 1928.

## Carrera deportiva
En los Juegos Olímpicos de 1928 celebrados en Ámsterdam ganó la medalla de bronce en lucha grecorromana estilo peso medio, siendo superado por el finlandés Väinö Kokkinen (oro) y por el húngaro László Papp (plata).